# Alexander Müller (Schauspieler)
Alexander Müller (* 1973 in Berlin) ist ein deutscher Schauspieler.
Alexander Müller spielte in TV-Produktionen, so 2006 als Lehmann neben Alexandra Neldel in der Serie Verliebt in Berlin sowie als Entwicklungshelfer Beckmann in KDD – Kriminaldauerdienst. Weitere Rollen hatte er in den Serien Schmetterlinge im Bauch, GSG 9 – Ihr Einsatz ist ihr Leben und Verrückt nach Clara. Er spielte auch im Fernsehfilm Hochzeit auf jeden Fall, spielte den Stefan Müller in drei Folgen der Serie SOKO Wismar und gab sein Kinodebüt neben Moritz Bleibtreu in Free Rainer. 2008 spielte Alexander Müller in Der Baader Meinhof Komplex, neben Christine Neubauer als Gelis Liebhaber in Treuepunkte, als Nudist in der FKK-Komödie Barfuß bis zum Hals und als G.I. neben Nicole Kidman in The Reader. Er ist auch in den Serien Dr. Molly & Karl (als Stefan Jonas in der Folge Das böse Kind) und SOKO Wismar (als Frank Moll in der Folge Alarmstufe Rot) zu sehen.